# Nicolas Lansky
Nicolas Lansky, auch Nikolas Lansky oder Niklas Lanski, (* 12. August 1939 in Gera; † 5. Oktober 2008 in München) war ein deutscher Schauspieler.

## Leben
Lansky wuchs zunächst im Rheinland und später in München auf. Nach seinem Schulabschluss absolvierte er eine Ausbildung zum Fotografen. Diesen Beruf übte er bis zum Jahr 1966 aus.
Nach privatem Schauspielunterricht gab er 1966 sein Debüt am Stadttheater Bern. 1967/68 arbeitete er am Landestheater Tübingen. Danach gastierte er unter anderem an den Münchner Kammerspielen, bei den Kreuzgangspielen Feuchtwangen und bei zahlreichen Tourneen. Zu seinen Rollen gehörten Tellheim in Minna von Barnhelm und Malvolio in Was ihr wollt.
Ab Ende der 1970er-Jahre wirkte Lansky als Schauspieler vor der Kamera in über 80 Film-und-Fernsehproduktionen mit. Oftmals trat er dabei in Fernsehserien auf, wobei er aber auch gelegentlich in Kinofilmen mitwirkte.
Im Jahr 1977 veröffentlichte Lansky das Fotobuch Schauspieler ohne Masken. Er zeigte seine Fotografien bei mehreren Ausstellungen.
Lansky starb im Oktober 2008 im Alter von 69 Jahren in seinem langjährigen Wohnort München an den Folgen einer Krebserkrankung.

## Filmografie
- 1977: Die Dämonen
- 1977: Der Schattenreiter
- 1978: Plutonium
- 1979: Notenkonferenz
- 1980: Daniel
- 1981: Kalte Heimat
- 1982–2005: Der Alte (Fernsehserie, 4 Folgen)
- 1982: Dr. Margarete Johnsohn
- 1982: Frankies Braut
- 1983: Die Krimistunde (Fernsehserie, 1 Folge)
- 1983: Das Wagnis des Arnold Janssen
- 1983: Melzer
- 1984: Die Rückkehr der Zeitmaschine
- 1984: Die Story
- 1984: Kerbels Flucht
- 1984: Das Arche-Noah-Prinzip
- 1984: Tatort – Geburtstagsgrüße
- 1986: Der Fahnder (Fernsehserie, 1 Folge)
- 1986–1990: Derrick (Fernsehserie, 4 Folgen)
- 1987: Federico Garcia Lorca – Der Tod eines Dichters
(TV-Mehrteiler)
- 1988: Der Angriff
- 1988–2008: SOKO München (Fernsehserie, 5 Folgen)
- 1988: Tatort – Winterschach
- 1988: Schwarz Rot Gold – Schwarzer Kaffee (Fernsehserie)
- 1988: Die Schwarzwaldklinik (Fernsehserie, 1 Folge)
- 1989: Pestalozzis Berg
- 1990: Tatort – Howalds Fall
- 1990: Der Tod zu Basel
- 1990: Diese Drombuschs (Fernsehserie, 1 Folge)
- 1991: Der Tod kam als Freund
- 1991: Ende der Unschuld
- 1991: Das Pferd seiner Träume (Il Ritorno di Ribot, Mehrteiler)
- 1993: Prinzenbad
- 1993: König der letzten Tage (Mehrteiler)
- 1994: Imken, Anna und Maria oder Besuch aus der Zone (Mehrteiler)
- 1995: Der Räuber mit der sanften Hand (Mehrteiler)
- 1995: Tatort – Tod eines Auktionators
- 1995: Florida Lady (Fernsehserie)
- 1996: Das Karussell des Todes
- 1997: Virus X – Der Atem des Todes
- 1997: Dr. Stefan Frank – Der Arzt, dem die Frauen vertrauen (Fernsehserie, 8 Folgen)
- 1997: Schimanski – Die Schwadron
- 1998: Der Bulle von Tölz: Mord im Irrenhaus
- 1999: Tatort – Alp-Traum
- 2000: Utta Danella – Der schwarze Spiegel
- 2002: SK Kölsch (Fernsehserie, 1 Folge)
- 2002: Die Cleveren (Fernsehserie, 2 Folgen)
- 2003: SOKO Leipzig (Fernsehserie, 1 Folge)
- 2004: In aller Freundschaft (Fernsehserie, 1 Folge)
- 2005: Die Rosenheim-Cops (Fernsehserie, 1 Folge)
- 2005: Siska (Fernsehserie, 1 Folge)
- 2006: Donna Leon – Das Gesetz der Lagune